# Tu rządzi humor
Tu rządzi humor – amerykański musical z 1934 roku z Jimmym Durante’em w roli głównej.

## Obsada
- Jimmy Durante
- Flip i Flap
- Jack Pearl
- Polly Moran
- Charles Butterworth
- Eddie Quillan
- June Clyde
- Myszka Miki
- Lupe Velez
- George Givot
- Richard Carle
- Robert Young
- Arthur Treacher
- Joe E. Brown
- Frances Williams
- Ben Bard
- Tom Kennedy
- Ted Healy
- The Three Stooges